# Watsonia (Gattung)
Watsonia ist eine Pflanzengattung in der Familie der Schwertliliengewächse (Iridaceae). Die 52 bis 54 Arten sind alle in Südafrika verbreitet, wobei wenige auch in Eswatini und Lesotho vorkommen. Einige Arten sind invasive Pflanzen in einigen warmen Ländern der Welt.

## Beschreibung

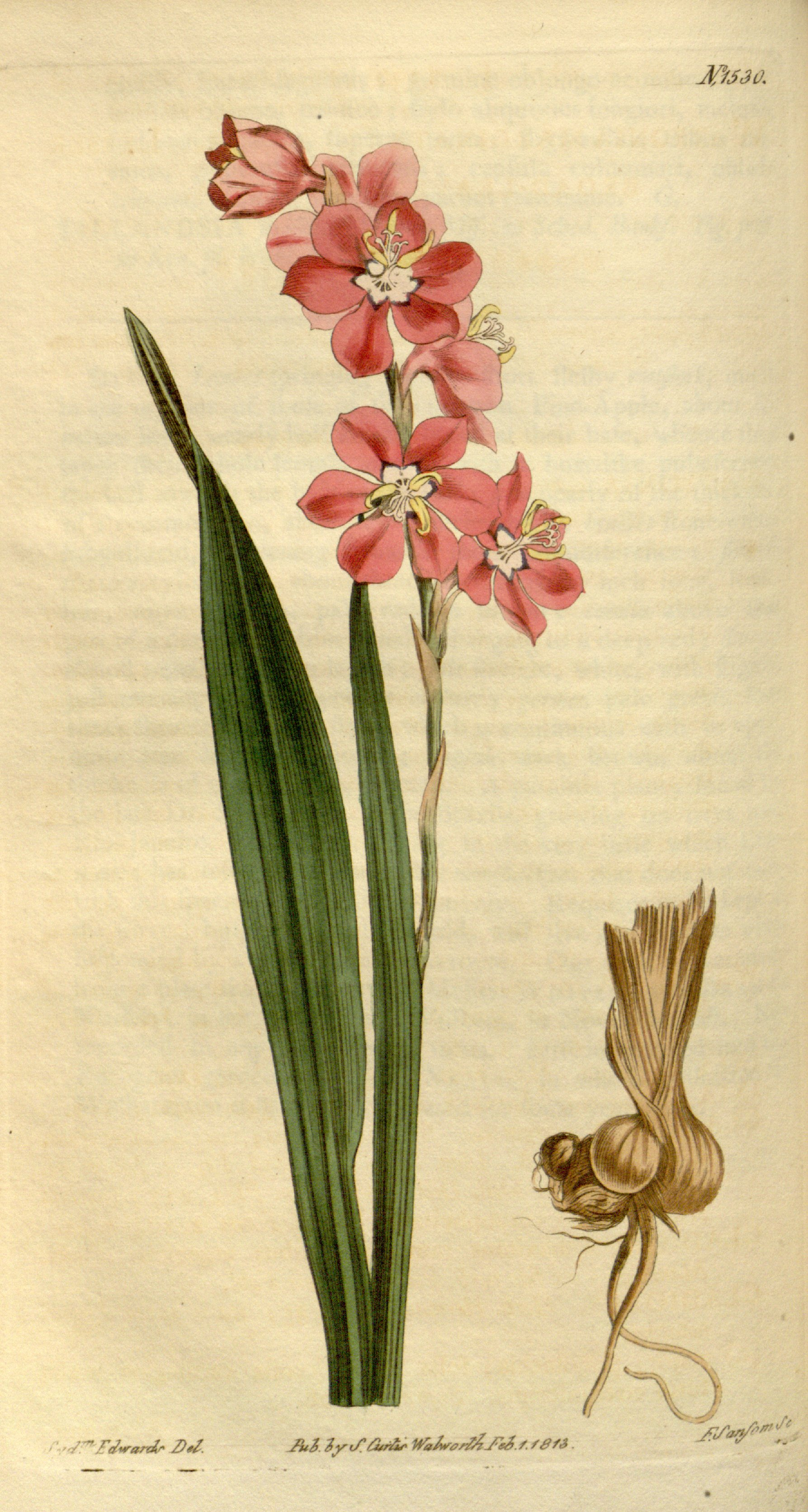
Illustration von Watsonia marginata aus Botanical Magazine … London, 37, 1813, Tafel 1530

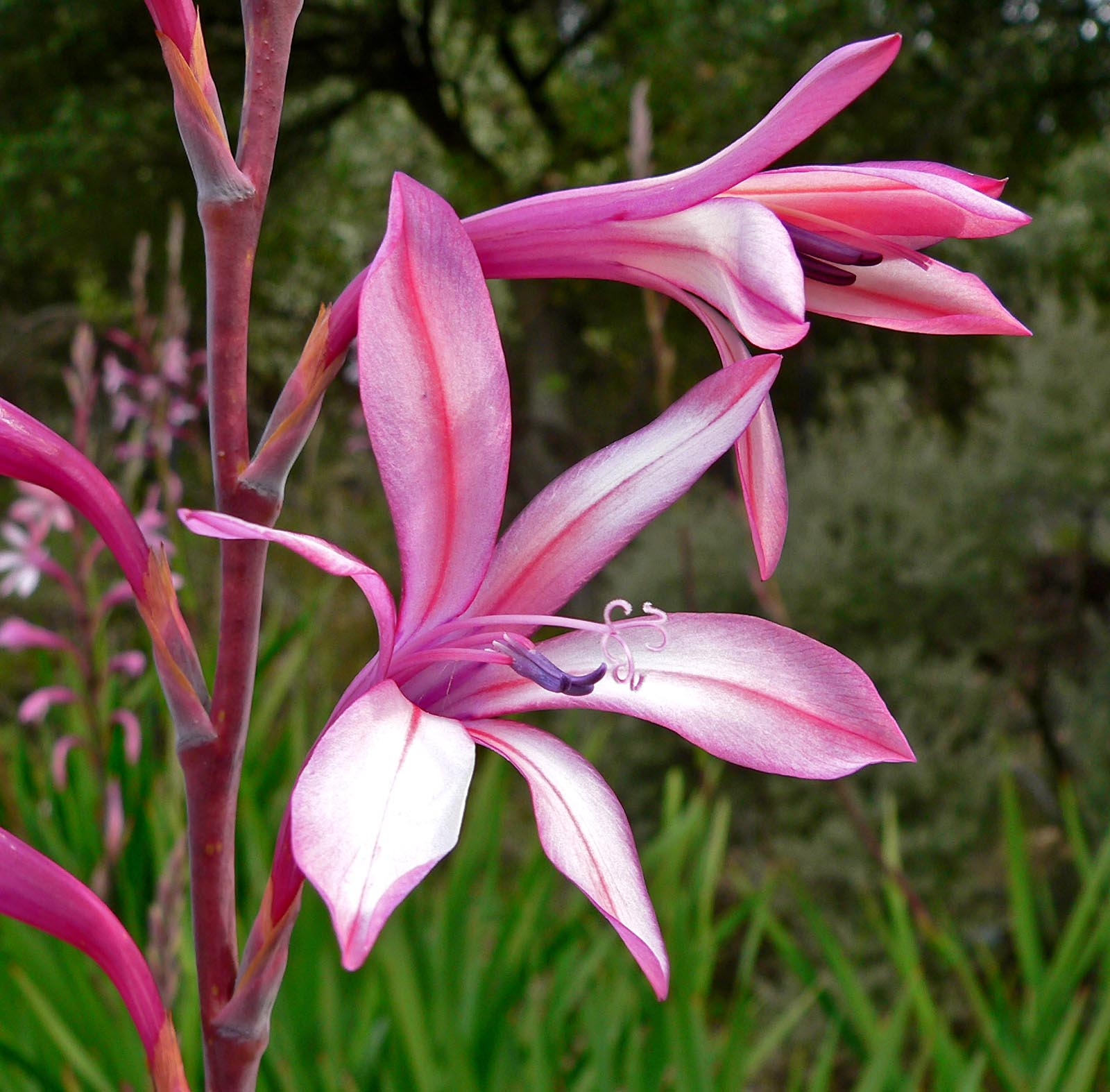
Blüte von Watsonia borbonica subsp. borbonica

### Erscheinungsbild und Blätter
Watsonia-Arten sind ausdauernde krautige Pflanzen, die Horste und Knollen bilden. Der Stängel ist einfach oder verzweigt. Die langen Laubblättern besitzen eine flache, lanzettliche bis lineale Blattspreite.

### Generative Merkmale
Sie bilden aufrechte, vielblütige, ährige Blütenstände. Die Hochblätter sind grün und oft rot getönt. Die relativ kurzlebigen, nur selten duftenden, zwittrigen Blüten sind dreizählig und meist zygomorph. Die sechs mehr oder weniger gleichen Blütenhüllblätter sind zu einer Röhre verwachsen, im oberen Bereich ausgebreitet oder fast aufrecht und vor allem orangefarben, rot oder rosafarben, selten weiß. Der Griffel ist ab etwa der Hälfte seiner Länge in drei dünne Griffeläste geteilt.
Die kugeligen bis meist länglichen Kapselfrüchte enthalten einige bis viele Samen. Die hellbraunen, kantigen Samen besitzen einen oder zwei Flügel.
Die Chromosomengrundzahl beträgt x = 9.

## Systematik und Verbreitung
Die Gattung Watsonia wurde 1758 durch Philip Miller in Figures of Plants in the Gardeners Dictionary, 2, S. 184 aufgestellt. Typusart ist Watsonia meriana (L.) Mill. Der Gattungsname Watsonia ehrt den britischen Botaniker Sir William Watson (1715–1787). Synonyme für Watsonia Mill. sind: Callanthus Rchb., Lomenia Pourr., Lemonia Pers., Warneria Mill. ex L., Neuberia Eckl., Meriana Trew.
Die Gattung Watsonia gehört zur Tribus Watsonieae in der Unterfamilie Crocoideae (Syn.: Ixioideae) innerhalb der Familie der Iridaceae.
Watsonia-Arten sind alle in Südafrika verbreitet, wobei wenige auch in Eswatini und Lesotho vorkommen.
Es gibt 52 bis 54 Watsonia-Arten:

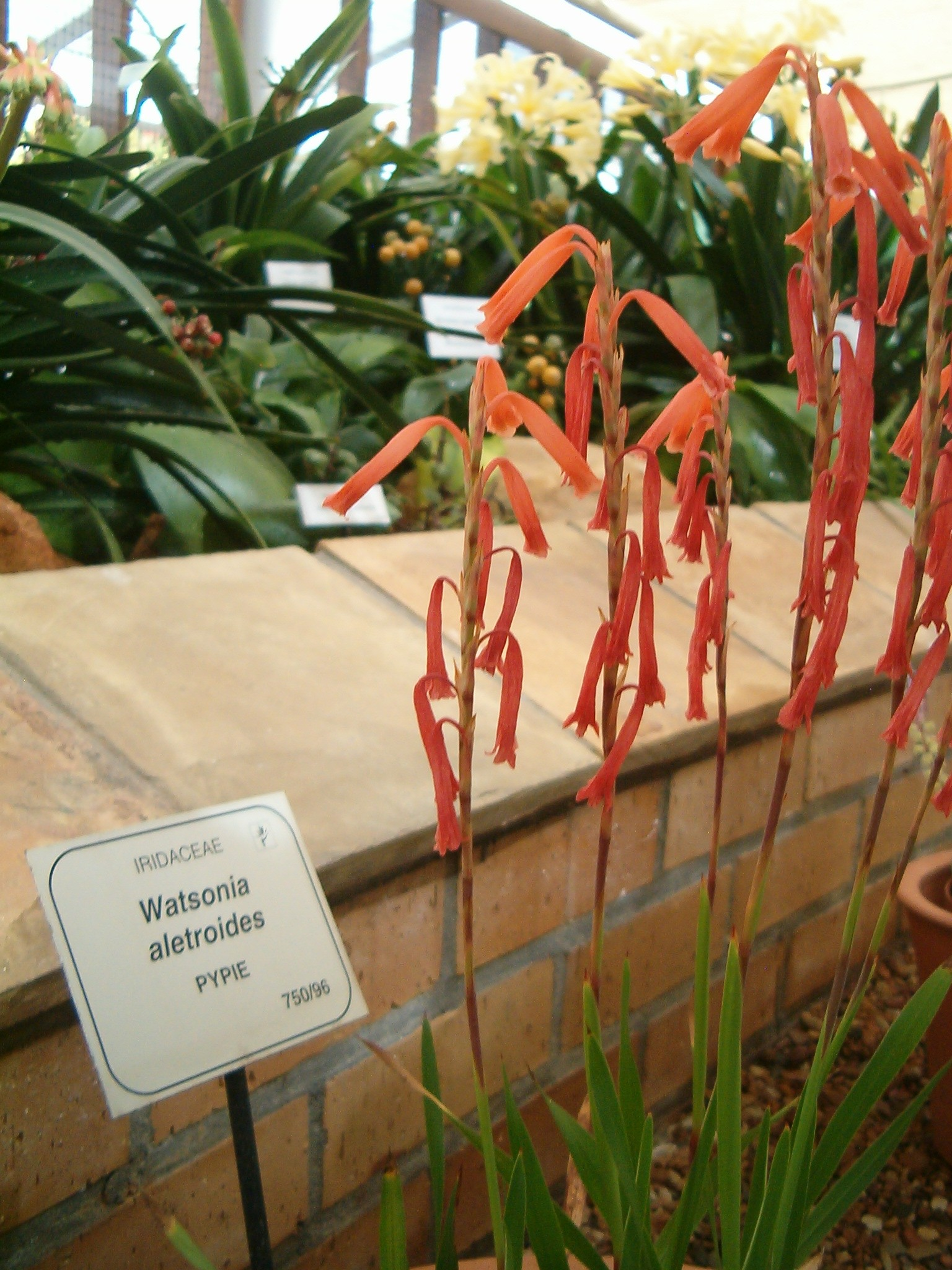
Watsonia aletroides

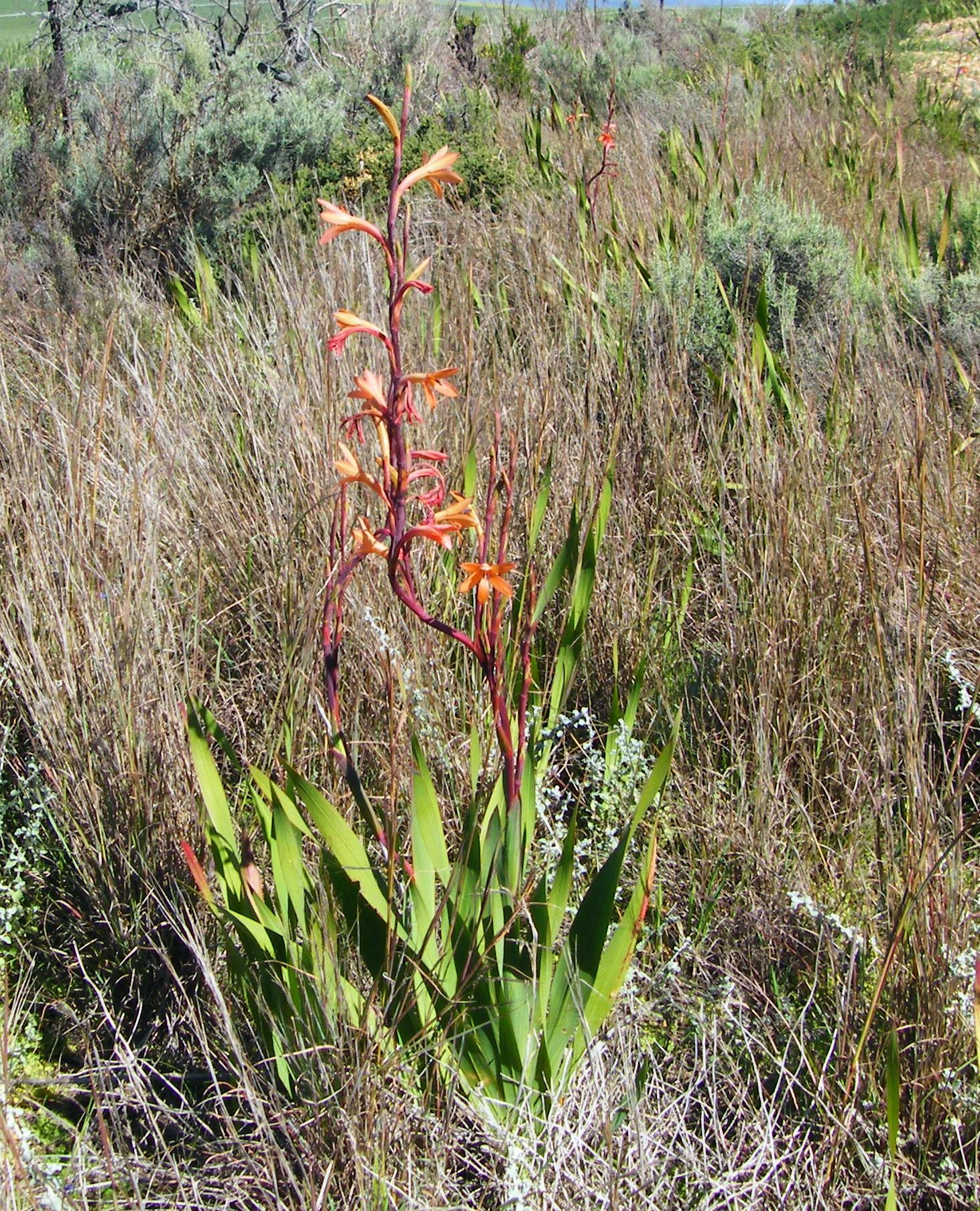
Watsonia angusta

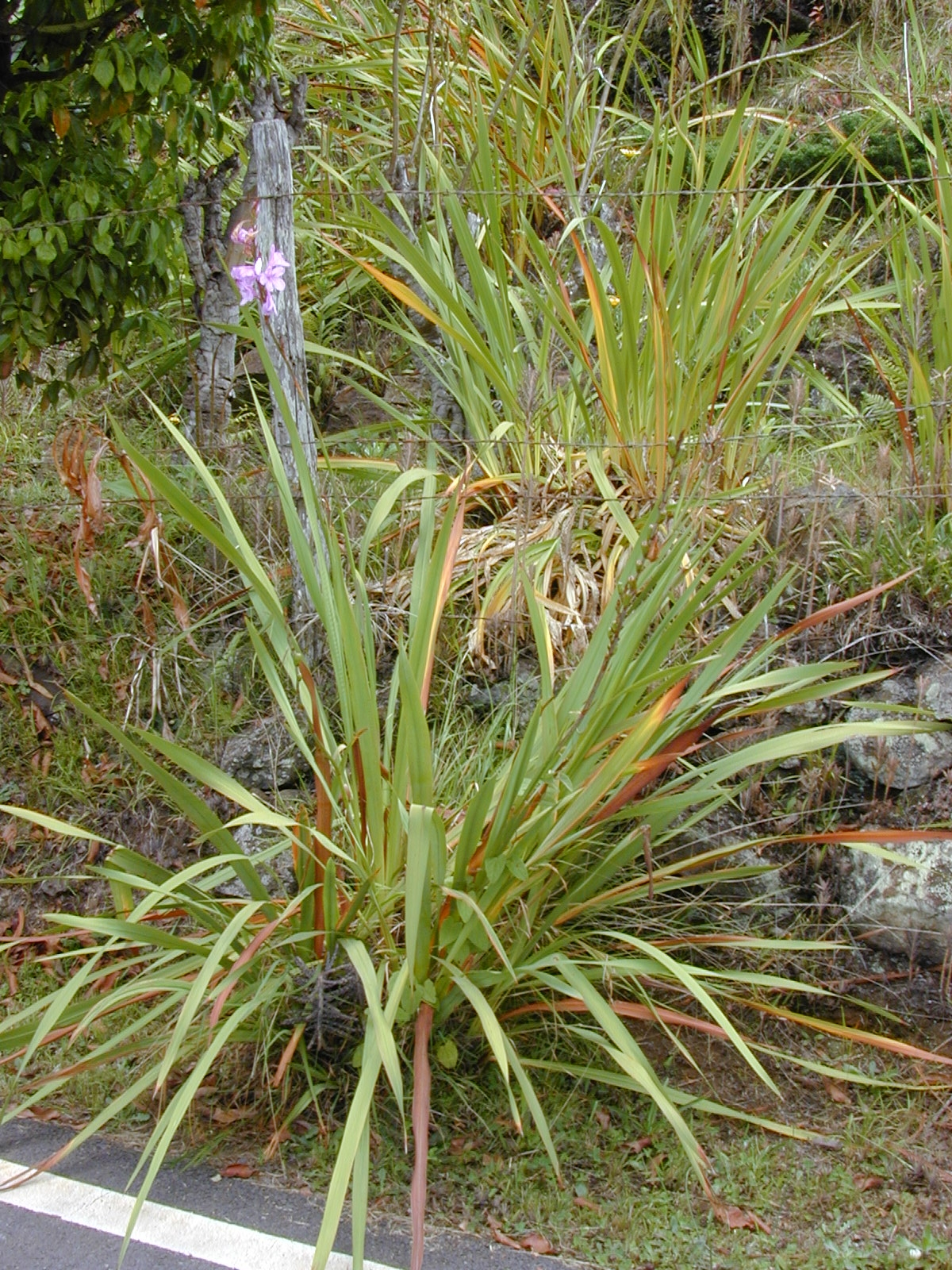
Watsonia borbonica als invasive Pflanze in Hawaii

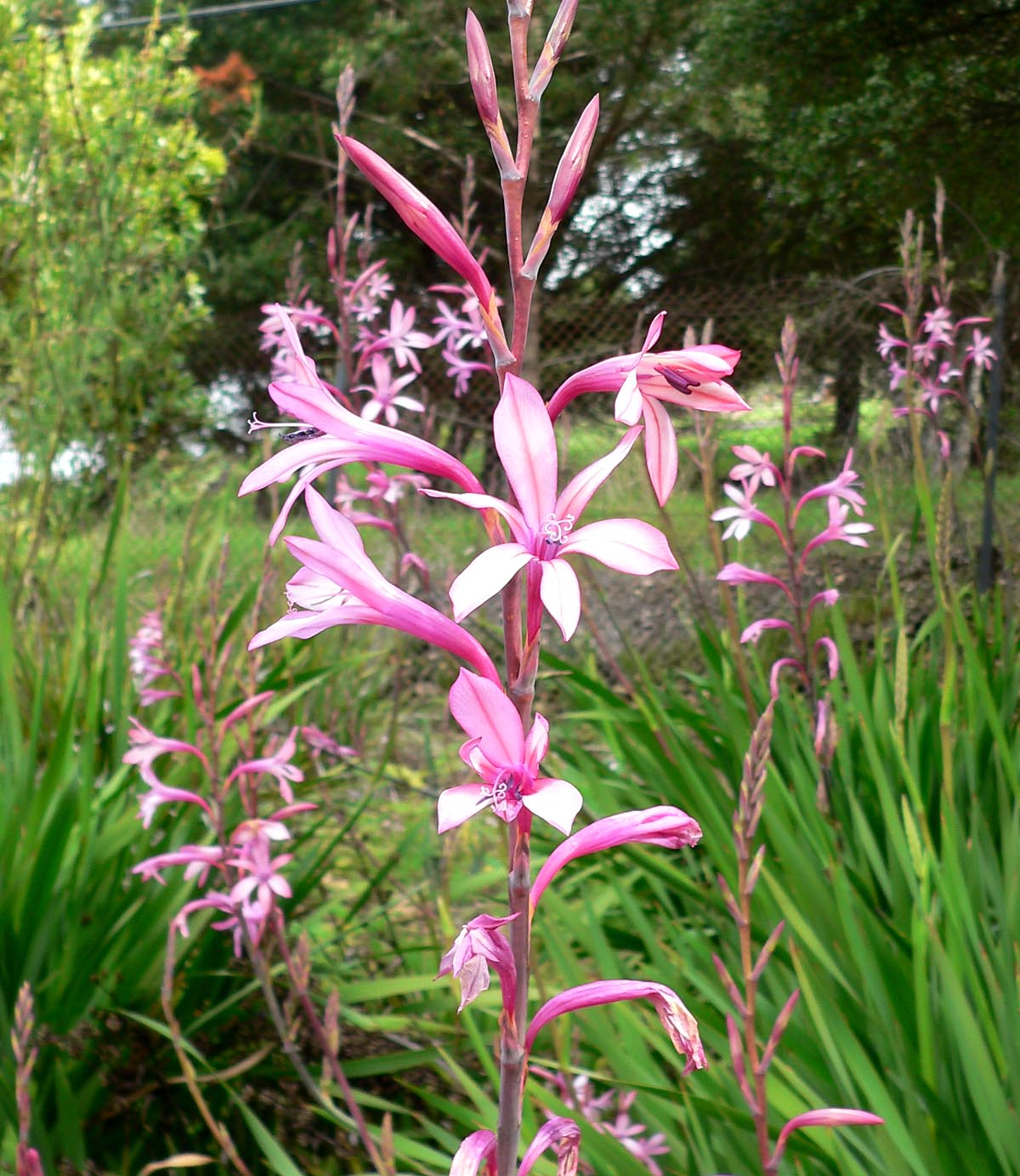
Blütenstand von Watsonia borbonica subsp. borbonica

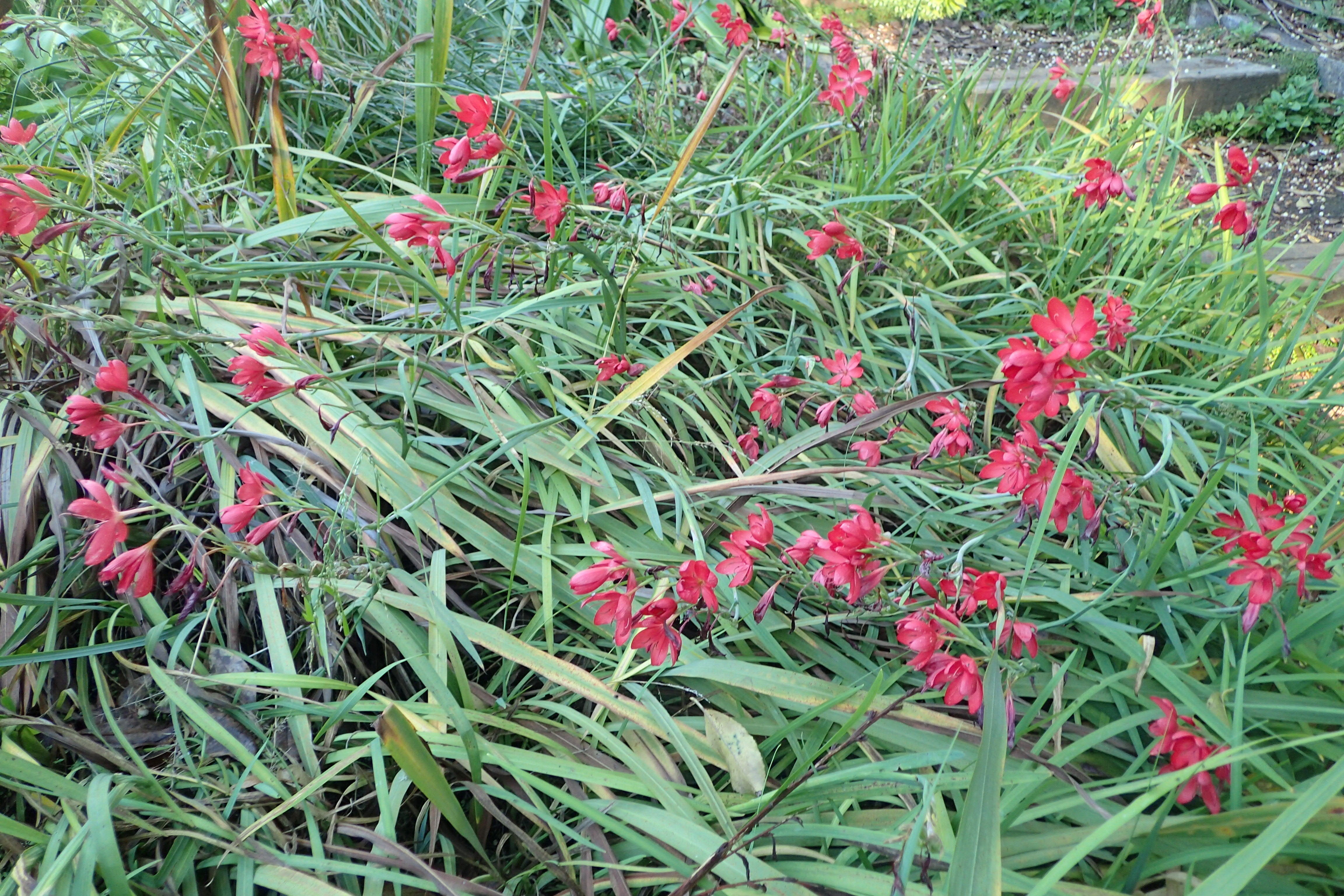
Watsonia coccinea

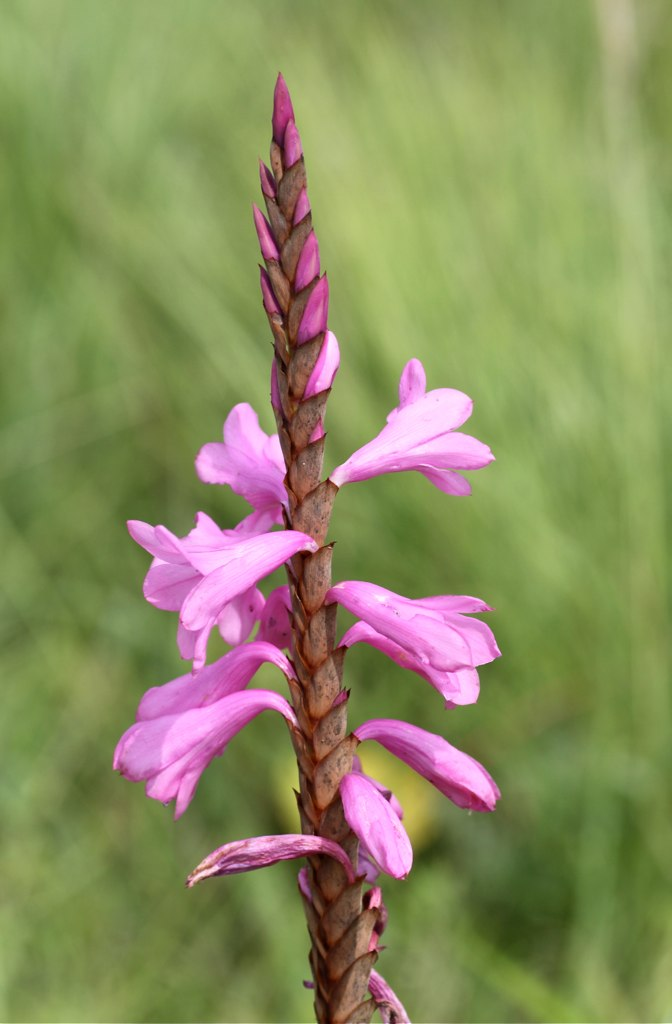
Watsonia densiflora

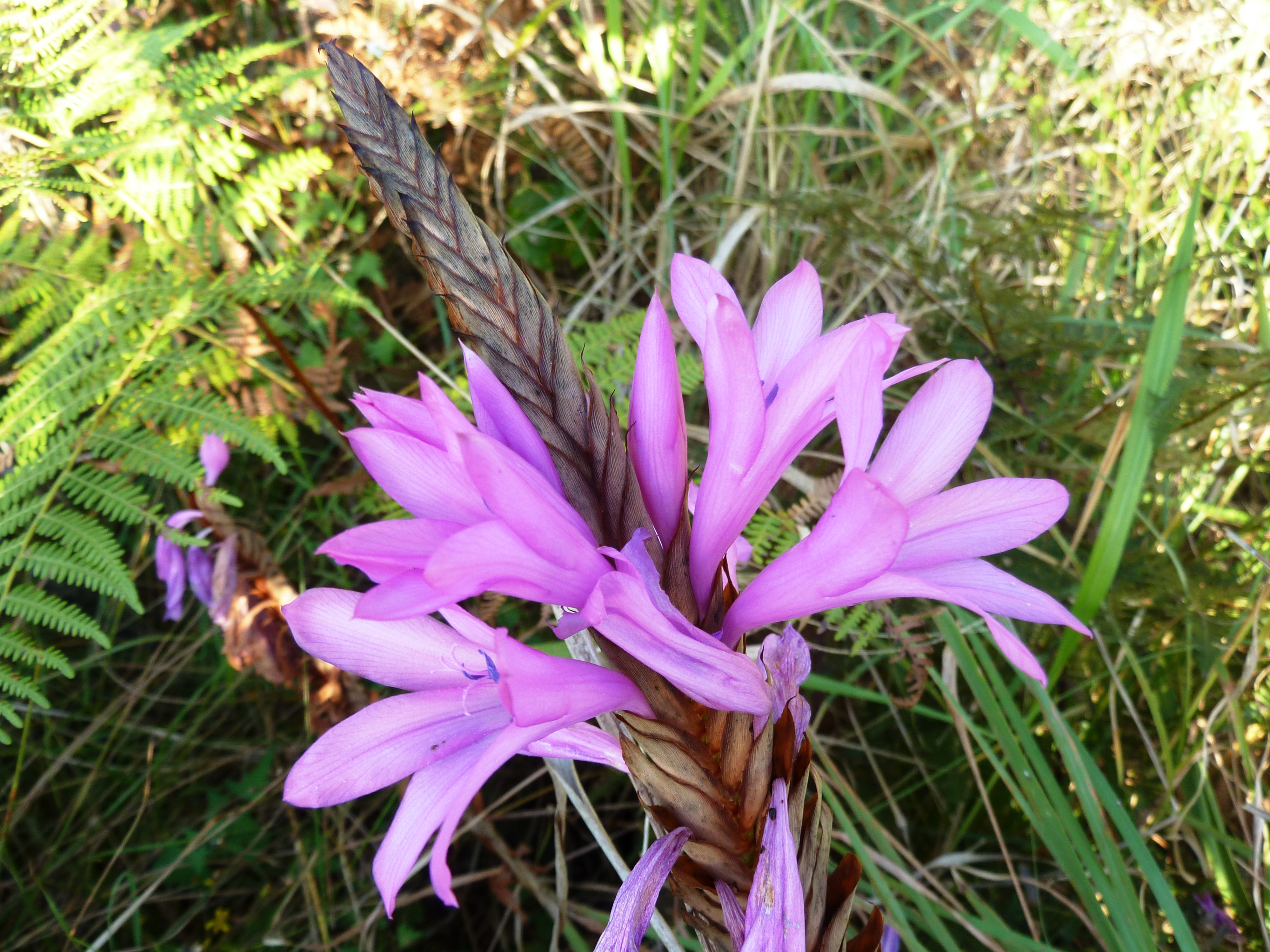
Blütenstand von Watsonia densiflora im Habitat

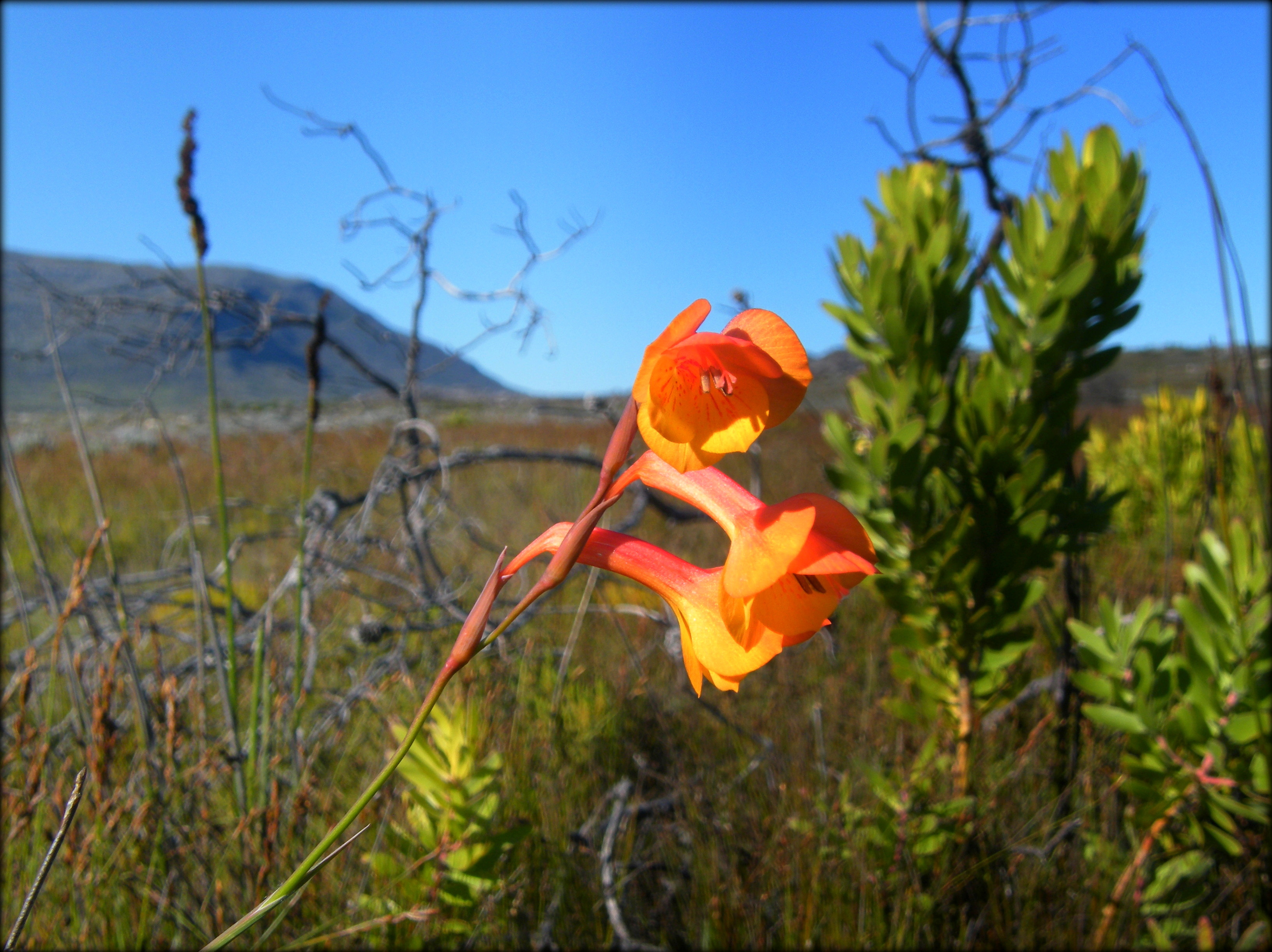
Watsonia humilis

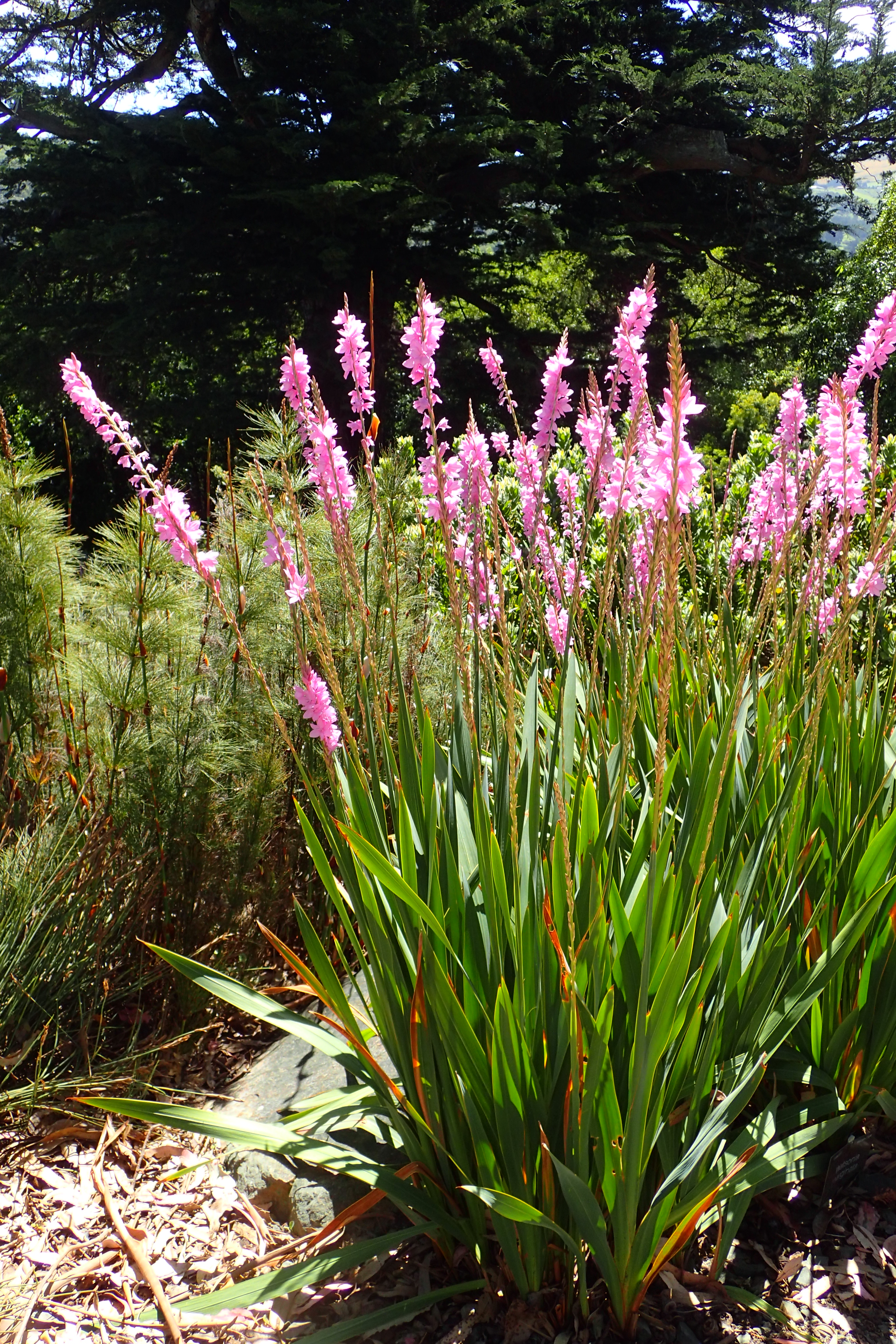
Watsonia marginata

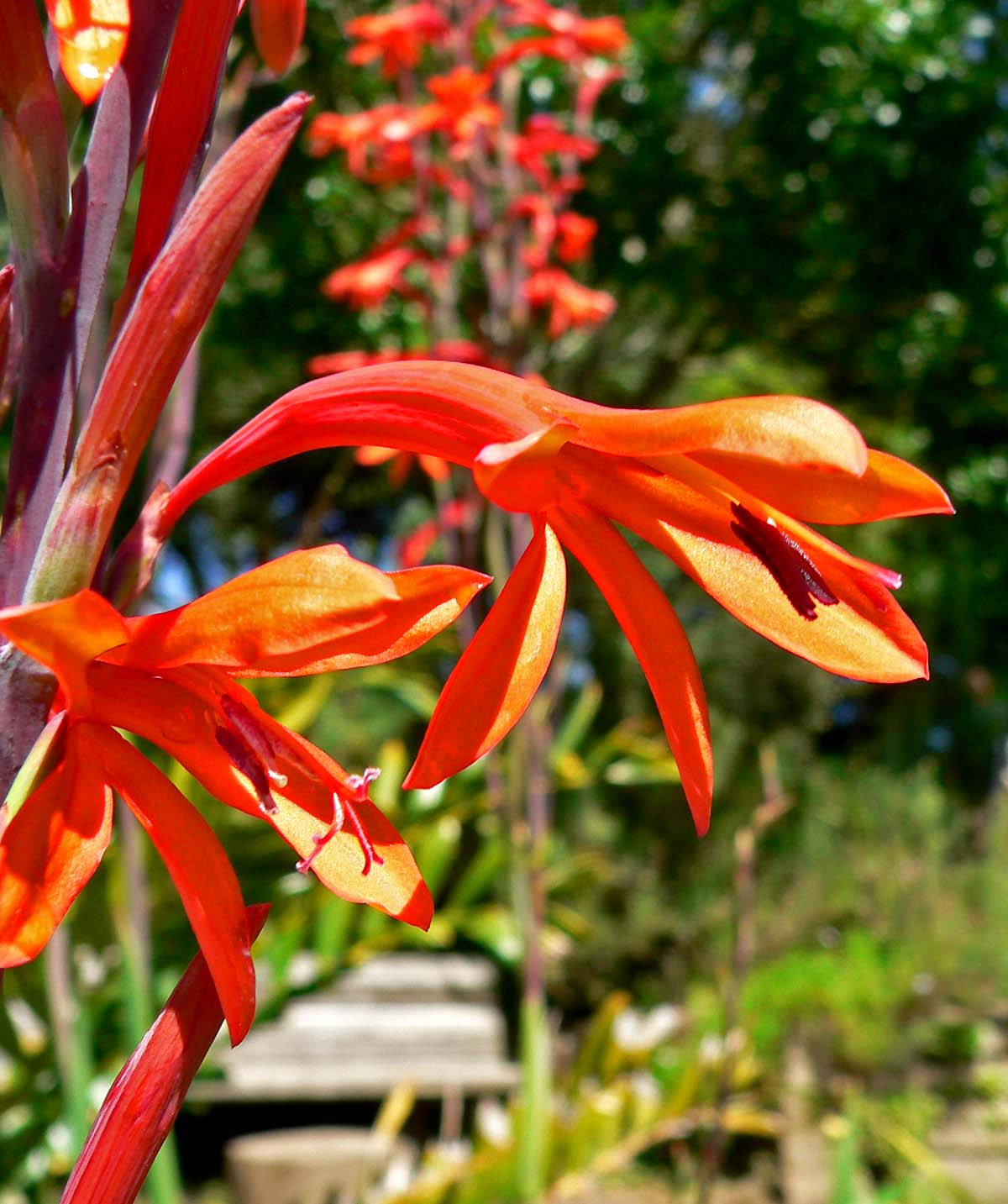
Blüten von Watsonia meriana

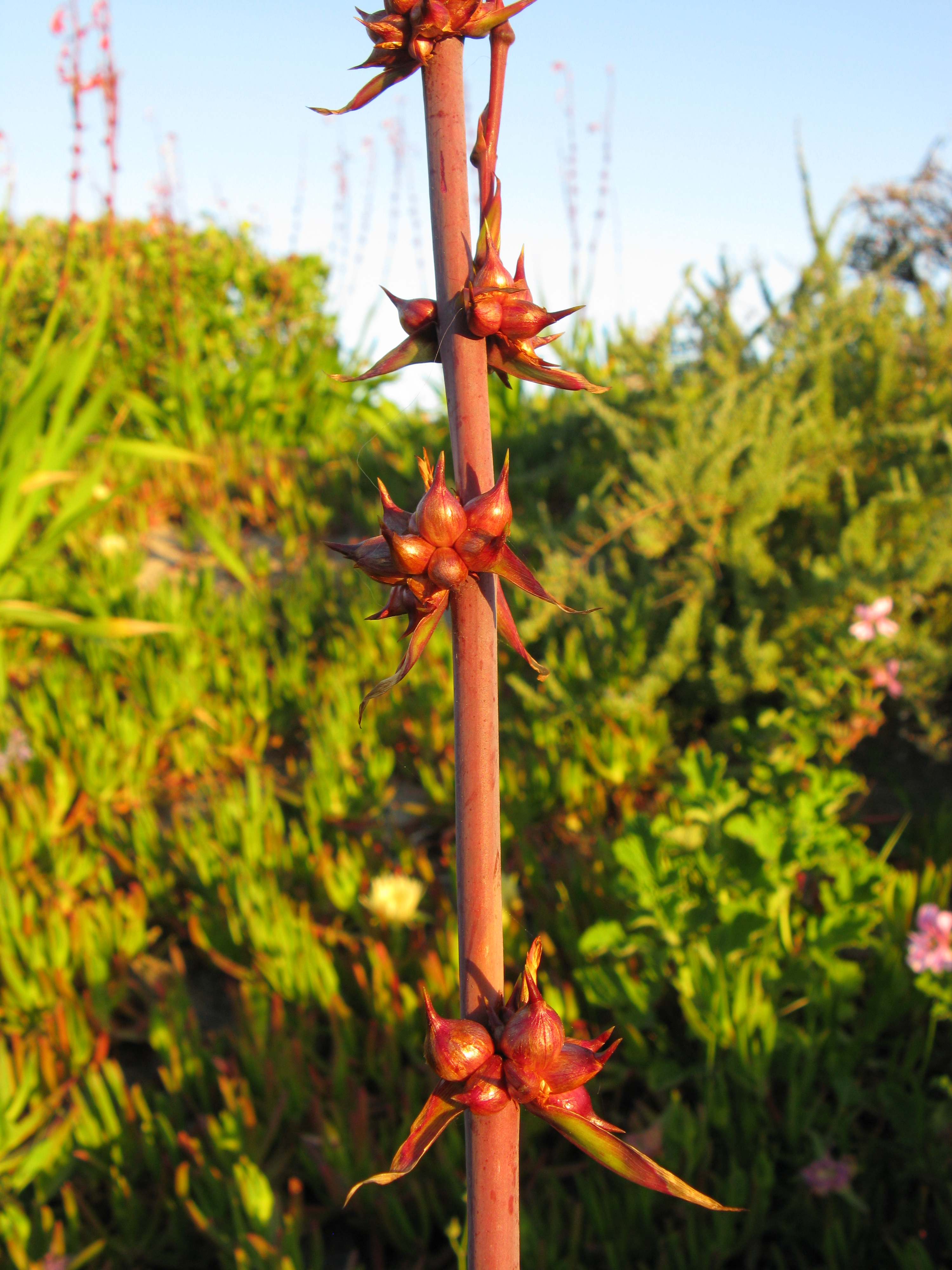
Brutzwiebeln am Blütenstand von Watsonia meriana

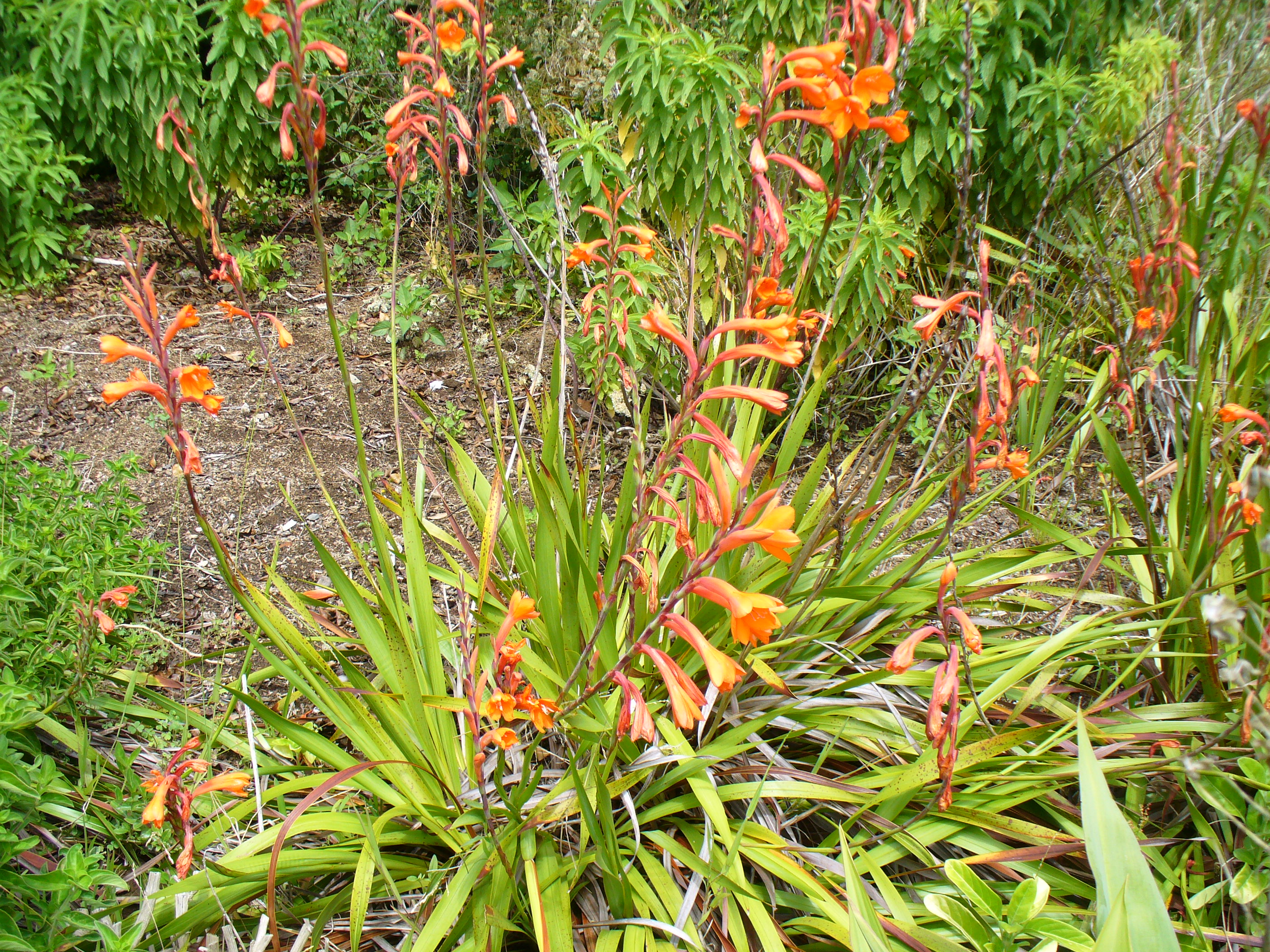
Horst von Watsonia pillansii

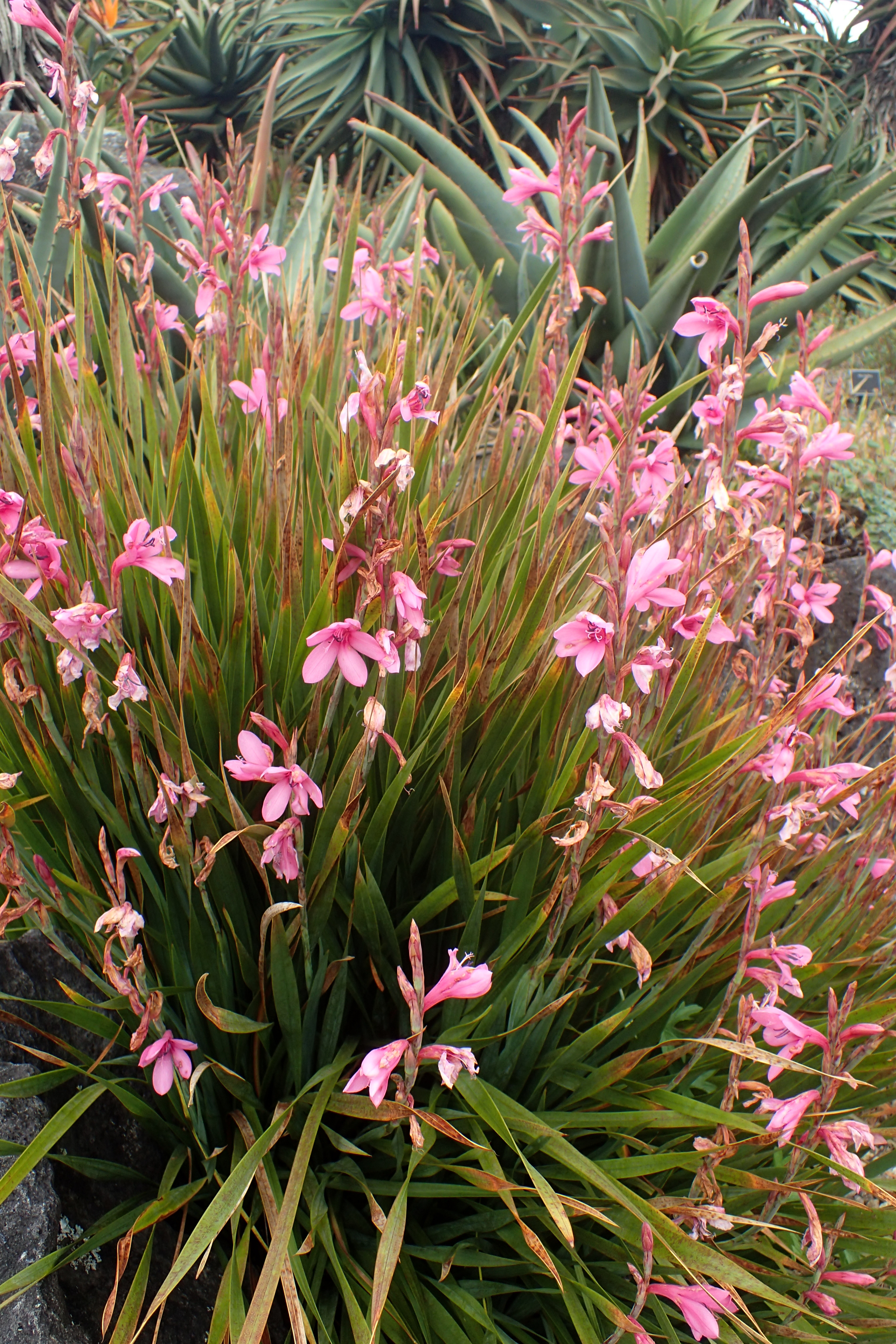
Watsonia stenosiphon

- Watsonia aletroides (Burm. f.) Ker Gawl.: Sie gedeiht im Fynbos von Bot River bis Knysna und Uniondale im Westkap. Mindestens die Hälfte der bekannten Fundorte sind durch Felder verschwunden. Sie wurde in der Roten Liste der gefährdeten Pflanzenarten Südafrikas als „Near Threatened“ = „gering gefährdet“ bewertet.[3]
- Watsonia amabilis Goldblatt: Sie gedeiht im Fynbos von Paarl bis Sir Lowry’s Pass im Westkap. Durch Landwirtschaft glaubte man, dass sie bereits ausgestorben sei. Doch gibt es an einigen voneinander stark isolierten Standorten noch Bestände. Diese restlichen Bestände sind auch durch Buschbrände und invasive Pflanzen gefährdet. Sie wird in der Roten Liste der gefährdeten Pflanzenarten Südafrikas als „Critically Endangered“ = „vom Aussterben bedroht“ bewertet.[3]
- Watsonia amatolae Goldblatt: Dieser Endemit ist von fünf Aufsammlungen aus den Amathole Mountains und von Katberg sowie Gaika’s Kop bis Hogsback sowie Dohne Peak aus dem Ostkap bekannt. Die Bestände gelten als stabil. Sie wurde in der Roten Liste der gefährdeten Pflanzenarten Südafrikas als „Rare“ = „selten, aber nicht gefährdet“ bewertet.[3]
- Watsonia angusta Ker Gawl.: Sie ist in den südafrikanischen Provinzen West- sowie Ostkap und KwaZulu-Natal verbreitet. Die Bestände gelten als stabil. Sie wird in der Roten Liste der gefährdeten Pflanzenarten Südafrikas als „least concern“ = „nicht gefährdet“ eingestuft.[3]
- Watsonia bachmannii L.Bolus: Die seltene Art ist nur von zehn Fundorten in Höhenlagen von 50 bis 500 Metern von Umtamvuna bis Mkweni River im Ostkap sowie KwaZulu-Natal bekannt. Ihre Bestände sind oft sehr klein, manchmal nur mit einem Exemplar. Es gibt vielfältige Ursachen für die fortlaufende Verringerung der Bestände. Sie wird in der Roten Liste der gefährdeten Pflanzenarten Südafrikas als „vulnerable“ = „gefährdet“ eingestuft.[3]
- Watsonia bella N.E.Br. ex Goldblatt: Sie kommt in Eswatini[2] und Mpumalanga vor. Sie wird in der Roten Liste der gefährdeten Arten Südafrikas als „least concern“ = „nicht gefährdet“ eingestuft.[3]
- Watsonia borbonica (Pourr.): Es gibt zwei Unterarten:
  - Watsonia borbonica subsp. ardernei (Sander) Goldblatt (Syn.: Watsonia ardernei J.W.Mathews & L.Bolus, Watsonia obrienii (N.E.Br.) Tubergen): Es sind nur sechs Fundorte von Paarl bis Rawsonville im Westkap bekannt. Es gibt drei Fundorte in Bergregionen, die relativ sicher sind, aber durch invasive Pflanzenarten beeinträchtigt sind. Die Bestände der drei Fundorte im Tiefland nehmen im Breede-River-Tal durch Ausweitung von Weingärten ab und in der Stellenboschregion sind invasive Pflanzenarten ein Problem. Sie gedeihen im Fynbos in niedrigen bis mittleren Höhenlagen auf felsigen Hängen über Sandstein. Sie wird in der Roten Liste der gefährdeten Pflanzenarten Südafrikas als „vulnerable“ = „gefährdet“ eingestuft.[3]
  - Watsonia borbonica (Pourr.) Goldblatt subsp. borbonica (Syn.: Tritonia cooperi Baker, Tritonia quinquenervata R.C.Foster, Watsonia cooperi (Baker) L.Bolus, Watsonia pyramidata (Andrews) Stapf): Sie kommt im Westkap vor. Die Bestände gelten als stabil. Sie wird in der Roten Liste der gefährdeten Arten Südafrikas als „least concern“ = „nicht gefährdet“ eingestuft.[3]
- Watsonia canaliculata Goldblatt: Dieser Endemit gedeiht im Mistbelt Grassland in den KwaZulu-Natal Midlands und ist von weniger als fünf Fundorten bekannt. Die Bestände nehmen fortlaufend ab durch Aufforstung und invasive Pflanzenarten. Sie wurde in der Roten Liste der gefährdeten Pflanzenarten Südafrikas als „endangered“ = „stark gefährdet“ bewertet.[3]
- Watsonia coccinea Herb. ex Baker: Sie kommt im Westkap vor. Die Bestände gelten als stabil. Sie wird in der Roten Liste der gefährdeten Arten Südafrikas als „least concern“ = „nicht gefährdet“ eingestuft.[3]
- Watsonia confusa Goldblatt: Sie kommt im Ostkap und KwaZulu-Natal vor. Die Bestände gelten als stabil. Sie wird in der Roten Liste der gefährdeten Arten Südafrikas als „least concern“ = „nicht gefährdet“ eingestuft.[3]
- Watsonia densiflora Baker: Sie kommt im Ostkap und KwaZulu-Natal vor. Sie wird in der Roten Liste der gefährdeten Arten Südafrikas als „least concern“ = „nicht gefährdet“ eingestuft.[3]
- Watsonia distans L.Bolus: Dieser Endemit kam von Franschhoek bis Villiersdorp im Westkap vor. Er gedeiht in Bergsümpfen. Von den früheren neun Fundorten ist nur einer verblieben. Die Gründe für den Verlust an Habitaten sind vielfältig. Der letzte Fundort wurde 1997 im Gipfelbereich des Stettynsberg mit weniger als 250 ausgewachsenen Exemplaren gefunden. Sie wurde 2007 in der Roten Liste der gefährdeten Pflanzenarten Südafrikas als „endangered“ = „stark gefährdet“ bewertet.[3]
- Watsonia dubia Eckl. ex Klatt: Dieser Endemit kommt nur im nördlichen Swartland im Westkap vor. Von seinem ursprünglichen Verbreitungsgebiet zwischen Citrusdal und Wellington gingen in den letzten 120 Jahren über 80 % durch Ackerbau verloren. Es sind nur noch drei Fundorte im Tiefland mit weniger als 250 ausgewachsenen Exemplaren verblieben. Er gedeiht auf Granit- und Lehmhängen im Renosterveld. Etwa 100 Exemplare sind im Elandsberg Private Nature Reserve und Voëlvlei Provincial Nature Reserve geschützt. Die restlichen Exemplare befinden sich auf einem privaten Farmland nahe Wolseley und ihr Bestand verringert sich fortlaufend. Sie wurde 2007 in der Roten Liste der gefährdeten Pflanzenarten Südafrikas als „endangered“ = „stark gefährdet“ bewertet.[3]
- Watsonia elsiae Goldblatt: Sie ist nur von drei Fundorten von Uniondale bis Joubertina im Ost- sowie Westkap bekannt. Sie gedeiht auf trockenen Fynbos-Hängen. Ihre Bestände sind auf vielfältige Weise beeinträchtigt, trotzdem gelten sie als stabil. Sie wird in der Roten Liste der gefährdeten Pflanzenarten Südafrikas als „vulnerable“ = „gefährdet“ eingestuft.[3]
- Watsonia emiliae L.Bolus: Dieser Endemit gedeiht im Fynbos an steinigen Sandsteinhängen in größeren Höhenlagen in Swartberg und den Langebergen im Westkap. Er blüht nur nach Buschbränden. Es sind nur zwei Fundorte bekannt, die beide geschützt sind, deshalb gelten die Bestände als stabil. Sie wurde in der Roten Liste der gefährdeten Pflanzenarten Südafrikas als „Rare“ = „selten, aber nicht gefährdet“ bewertet.[3]
- Watsonia fergusoniae L.Bolus: Dieser Endemit ist von weniger als zehn Fundorten nur von Agulhasebene bis zum Gourits River im Westkap bekannt. Er gedeiht im Fynbos. Die Bestände nehmen durch Habitatverlust aufgrund von Landwirtschaft und invasive Pflanzenarten ab. Sie wird in der Roten Liste der gefährdeten Pflanzenarten Südafrikas als „vulnerable“ = „gefährdet“ eingestuft.[3]
- Watsonia fourcadei J.W.Mathews & L.Bolus: Sie ist in den südafrikanischen Provinzen West- sowie Ostkap verbreitet. Die Bestände gelten als stabil. Sie wird in der Roten Liste der gefährdeten Arten Südafrikas als „least concern“ = „nicht gefährdet“ eingestuft.[3]
- Watsonia galpinii L.Bolus: Sie ist in den südafrikanischen Provinzen West- sowie Ostkap verbreitet. Die Bestände gelten als stabil. Sie wird in der Roten Liste der gefährdeten Arten Südafrikas als „least concern“ = „nicht gefährdet“ eingestuft.[3]
- Watsonia gladioloides Schltr.: Sie ist in den südafrikanischen Provinzen Ostkap sowie KwaZulu-Natal verbreitet. Die Bestände gelten als stabil. Sie wird in der Roten Liste der gefährdeten Arten Südafrikas als „least concern“ = „nicht gefährdet“ eingestuft.[3]
- Watsonia humilis Mill.: Diese Art war früher im Westkap im Breede-River-Tal von Tulbagh bis Worcester und im Tiefland von Malmesbury bis Franschhoek sowie Gordon’s Bay verbreitet. Es sind nur noch zwei voneinander isolierte Fundorte verblieben: Gordon’s Bay (mit weniger als 50 blühfähigen Exemplaren) und über 80 km entfernt wurde 2012 im Breede-River-Tal nahe Wolseley ein zweiter Fundort wiederentdeckt. Sie gedeiht im Fynbos in saisonal feuchten lehmigen und tonigen Alluvialebenen. Die beiden Bestände nehmen durch vielfältige Faktoren fortlaufend ab. Sie wird 2013 in der Roten Liste der gefährdeten Pflanzenarten Südafrikas als „Critically Endangered“ = „vom Aussterben bedroht“ bewertet.[3]
- Watsonia hysterantha J.W.Mathews & L.Bolus: Dieser Endemit kommt nur von Saldanha bis Langebaan in der Provinz Westkap vor. Er gedeiht im Fynbos auf Granitaufschlüssen im Küstenbereich. Alle acht bekannten Fundorte sind durch Verstädterung und Industrie gefährdet. Die Bestände gelten als stabil. Sie wurde in der Roten Liste der gefährdeten Pflanzenarten Südafrikas als „Near Threatened“ = „gering gefährdet“ bewertet.
- Watsonia inclinata Goldblatt: Dieser Endemit kommt nur von vom Umtamvuna River bis zum Mkweni River im Ostkap sowie KwaZulu-Natal vor. Alte Herbarbelege zeigen, dass man nahe Kokstad nach dieser Art suchen sollte. Sie gedeiht im Küstengürtel des Indischen Ozeans und in der Savanne in niedrigen, offenen und oft steinigen Grasland über der Msikaba-Sandstein-Formation. Die höchstens fünf Fundorte sind durch Landwirtschaft, insbesondere Überweidung gefährdet. Trotzdem gelten Bestände als stabil. Der Fundort in Umtamvuna Nature Reserve ist geschützt. Sie wird 2007 in der Roten Liste der gefährdeten Pflanzenarten Südafrikas als „vulnerable“ = „gefährdet“ eingestuft.[3]
- Watsonia knysnana L.Bolus: Sie ist in den südafrikanischen Provinzen West- sowie Ostkap verbreitet. Die Bestände gelten als stabil. Sie wird in der Roten Liste der gefährdeten Arten Südafrikas als „least concern“ = „nicht gefährdet“ eingestuft.[3]
- Watsonia laccata (Jacq.) Ker Gawl. (Syn.: Watsonia albertiniensis P.E.Glover, Watsonia brevifolia Ker Gawl., Watsonia caledonica Baker, Watsonia muirii E.Phillips): Sie kommt in der südafrikanischen Provinz Ostkap vor. Die Bestände gelten als stabil. Sie wird in der Roten Liste der gefährdeten Arten Südafrikas als „least concern“ = „nicht gefährdet“ eingestuft.[3]
- Watsonia latifolia N.E.Br. ex Oberm.: Sie ist in Eswatini, Mpumalanga sowie KwaZulu-Natal verbreitet. Sie wird in der Roten Liste der gefährdeten Arten Südafrikas als „least concern“ = „nicht gefährdet“ eingestuft.[3]
- Watsonia lepida N.E.Br.: Sie ist in Lesotho, Free State sowie KwaZulu-Natal verbreitet. Sie wird in der Roten Liste der gefährdeten Arten Südafrikas als „least concern“ = „nicht gefährdet“ eingestuft.[3]
- Watsonia marginata (L. f.) Ker Gawl.: Sie ist in den südafrikanischen Provinzen West- sowie Nordkap verbreitet. Die Bestände gelten als stabil. Sie wird in der Roten Liste der gefährdeten Arten Südafrikas als „least concern“ = „nicht gefährdet“ eingestuft.[3]
- Watsonia marlothii L.Bolus: Sie kommt im Westkap vor. Die Bestände gelten als stabil. Sie wird in der Roten Liste der gefährdeten Arten Südafrikas als „least concern“ = „nicht gefährdet“ eingestuft.[3]
- Watsonia meriana (L.) Mill.: Es gibt zwei Varietäten:
  - Watsonia meriana var. bulbillifera (J.W.Mathews & L.Bolus) D.A.Cooke (Syn.: Watsonia bulbillifera J.W.Mathews & L.Bolus): Sie kommt in der südafrikanischen Provinz Westkap vor. Die Bestände gelten als stabil. Sie wird in der Roten Liste der gefährdeten Arten Südafrikas als „least concern“ = „nicht gefährdet“ eingestuft.[3]
  - Watsonia meriana (L.) Mill. var. meriana (Syn.: Watsonia leipoldtii L.Bolus, Watsonia vivipara J.W.Mathews & L.Bolus): Sie ist in den südafrikanischen Provinzen West- sowie Nordkap verbreitet. Die Bestände gelten als stabil. Sie wird in der Roten Liste der gefährdeten Arten Südafrikas als „least concern“ = „nicht gefährdet“ eingestuft.[3]
- Watsonia minima Goldblatt: Dieser Endemit ist nur von einem Fundort in den Riviersonderend-Bergen im Westkap bekannt. Er gedeiht an sumpfigen Hängen mit Berg-Fynbos. Es besteht eine potentielle Gefährdung durch invasive Pflanzenarten. Dieses Gebiet wurde mit fremdländischen Kiefern aufgeforstet. Watsonia-Arten sind etwas tolerant gegenüber invasiven Pflanzen und die Population erobert sich das Habitat wieder sobald die invasiven Pflanzen entfernt sind. Der Bestand gilt als stabil. Sie wird 2007 in der Roten Liste der gefährdeten Pflanzenarten Südafrikas als „vulnerable“ = „gefährdet“ eingestuft.[3]
- Watsonia mtamvunae Goldblatt: Dieser seltene Endemit kommt nur im Umtamvuna Nature Reserve an der Grenze zwischen Ostkap und KwaZulu-Natal vor. Er gedeiht am Küstengürtel des Indischen Ozean Coastal Belt im Pondoland Küsten-Grassland über der Msikaba Sandstein-Formation. Es sind noch drei bis sechs Standorte bekannt. Früher gab es mehr Fundorte auch außerhalb der Naturschutzgebietes, die aber durch Land- und Forstwirtschaft verloren gingen. Auf den verbliebenen Standorten stehen die Exemplare vereinzelt. Die Restbestände sind, obwohl sie in geschütztem Gebiet liegen, durch Wasserverlust aufgrund von Gummiplantagen gefährdet. Trotzdem gelten die Bestände als stabil. Sie wird 2008 in der Roten Liste der gefährdeten Pflanzenarten Südafrikas als „vulnerable“ = „gefährdet“ eingestuft.[3]
- Watsonia occulta L.Bolus: Sie kommt in Mpumalanga vor. Die Bestände gelten als stabil. Sie wird in der Roten Liste der gefährdeten Arten Südafrikas als „least concern“ = „nicht gefährdet“ eingestuft.[3]
- Watsonia paucifolia Goldblatt: Sie kommt im Westkap vor. Die Bestände gelten als stabil. Sie wird in der Roten Liste der gefährdeten Arten Südafrikas als „least concern“ = „nicht gefährdet“ eingestuft.[3]
- Watsonia pillansii L.Bolus (Syn.: Watsonia archbelliae L.Bolus, Watsonia beatricis J.W.Mathews & L.Bolus, Watsonia masoniae L.Bolus, Watsonia priorii L.Bolus, Watsonia socium J.W.Mathews & L.Bolus): Sie ist in KwaZulu-Natal, Ost- sowie Westkap verbreitet. Die Bestände gelten als stabil. Sie wird in der Roten Liste der gefährdeten Arten Südafrikas als „least concern“ = „nicht gefährdet“ eingestuft.[3]
- Watsonia pondoensis Goldblatt: Dieser Endemit ist nur von zwei Fundorten im Umtamvuna Nature Reserve und Port Grosvenor im Ostkap sowie KwaZulu-Natal bekannt. Er gedeiht im Küstengürtel des Indischen Ozeans im Pondoland-Küstengrasland über der Msikaba-Sandsteinformation im permanent stehenden Wasser, dies ist ein seltenes Habitat. Der eine Fundort befindet sich in einem Naturschutzgebiet und der andere ist nur von Herbarbelegen von 1956 bekannt. Das Pondoland ist durch Überweidung, Ackerbau und Buschbrände gefährdet. Das Pondoland südlich des Umtamvuna River ist ein botanisch wenig untersuchtes Gebiet deshalb könnte es noch mehr Standorte geben. Sie wurde 2008 in der Roten Liste der gefährdeten Pflanzenarten Südafrikas als „endangered“ = „stark gefährdet“ bewertet.[3]
- Watsonia pulchra N.E.Br. ex Goldblatt: Sie ist vom westlichen Eswatini bis Mpumalanga sowie KwaZulu-Natal verbreitet. Sie wird in der Roten Liste der gefährdeten Arten Südafrikas als „least concern“ = „nicht gefährdet“ eingestuft.[3]
- Watsonia rogersii L.Bolus: Sie kommt von Hottentots Holland und Kogelberg, ostwärts bis Hermanus und den Riviersonderend-Bergen nahe Villiersdorp im Westkap vor. Sie gedeiht im Fynbos im unteren Hangbereich oder in Ebenen am Fuß der Berge im steinigen Sand oder Lehm. Man kennt etwa zehn Fundorte, doch vermutet, dass es mehr Standorte gibt. Vier Fundorte sind geschützt, aber in den anderen nehmen die fortlaufend ab. Sie wurde in der Roten Liste der gefährdeten Pflanzenarten Südafrikas als „Near Threatened“ = „gering gefährdet“ bewertet.[3]
- Watsonia rourkei Goldblatt: Dieser Endemit ist nur von einem Fundort im Kamiesberg im Namaqualand im Nordkap bekannt. Er gedeiht in saisonalen Wasserläufen im montanen Renosterveld in einer Höhenlage von etwa 600 Meter. Dieser Fundort ist nicht gefährt und der Bestand gilt als stabil. Sie wird 2006 in der Roten Liste der gefährdeten Pflanzenarten Südafrikas als  „Critically Endangered“ = „vom Aussterben bedroht“ bewertet.[3]
- Watsonia schlechteri L.Bolus (Syn.: Watsonia schinzii L.Bolus): Sie kommt im Westkap vor. Die Bestände gelten als stabil. Sie wird in der Roten Liste der gefährdeten Arten Südafrikas als „least concern“ = „nicht gefährdet“ eingestuft.[3]
- Watsonia spectabilis Schinz: Sie kommt im Nord- sowie Westkap vor. Die Bestände gelten als stabil. Sie wird in der Roten Liste der gefährdeten Arten Südafrikas als „least concern“ = „nicht gefährdet“ eingestuft.[3]
- Watsonia stenosiphon L.Bolus: Sie kommt im Westkap vor. Die Bestände gelten als stabil. Sie wird in der Roten Liste der gefährdeten Arten Südafrikas als „least concern“ = „nicht gefährdet“ eingestuft.[3]
- Watsonia stokoei L.Bolus: Sie kommt im Westkap vor. Die Bestände gelten als stabil. Sie wird in der Roten Liste der gefährdeten Arten Südafrikas als „least concern“ = „nicht gefährdet“ eingestuft.[3]
- Watsonia strictiflora Ker Gawl.: Dieser Endemit kommt nur von Klapmuts bis Joostenberg sowie Paarl im Westkap vor. Es sind nur zwei weit voneinander isolierte Fundorte bekannt. Er gedeiht im Fynbos auf Lehmebenen. 98 % des ursprünglichen Areals gingen an Weingärten, Weizenäcker und durch Verstädterung in den letzten 200 Jahren verloren. Es sind nur noch zwei weit voneinander isoliert Fundorte verblieben. Die Habitatqualität nimmt durch Verstädterung und invasive Pflanzenarten ab, deshalb nehmen die Bestände fortlaufend ab. Sie wird 2006 in der Roten Liste der gefährdeten Pflanzenarten Südafrikas als „Critically Endangered“ = „vom Aussterben bedroht“ bewertet.[3]
- Watsonia strubeniae L.Bolus (Syn.: Watsonia alpina G.J.Lewis, Watsonia transvaalensis var. drakensbergensis L.Bolus): Sie kommt in Limpopo sowie Mpumalanga vor. Die Bestände gelten als stabil. Sie wird in der Roten Liste der gefährdeten Arten Südafrikas als „least concern“ = „nicht gefährdet“ eingestuft.[3]
- Watsonia tabularis J.W.Mathews & L.Bolus: Sie kommt im Westkap vor. Die Bestände gelten als stabil. Sie wird in der Roten Liste der gefährdeten Arten Südafrikas als „least concern“ = „nicht gefährdet“ eingestuft.[3]
- Watsonia transvaalensis Baker: Sie kommt in Limpopo vor. Die Bestände gelten als stabil. Sie wird in der Roten Liste der gefährdeten Arten Südafrikas als „least concern“ = „nicht gefährdet“ eingestuft.[3]
- Watsonia vanderspuyiae L.Bolus: Sie kommt im Westkap vor. Die Bestände gelten als stabil. Sie wird in der Roten Liste der gefährdeten Arten Südafrikas als „least concern“ = „nicht gefährdet“ eingestuft.[3]
- Watsonia versfeldii J.W.Mathews & L.Bolus: Sie kommt in Piketberg sowie den Porterville-Bergen im Westkap vor. Sie gedeiht im Fynbos auf offenen, steinigen Hängen und Hochflächen. Sie ist von weniger als 15 Fundorten bekannt. Einige Bestände des Piketberg leiden unter Habitatverlust an Protea-Anbauflächen und Obstgärten. Insgesamt gelten die Bestände als abnehmend. Sie wurde in der Roten Liste der gefährdeten Pflanzenarten Südafrikas als „Near Threatened“ = „gering gefährdet“ bewertet.[3]
- Watsonia vittata J.W.Mathews & L.Bolus: Über diese Art ist wenig bekannt. Die Herbarbelege hatten zu Vermutungen geführt, sie würden zu Watsonia wilmaniae.[3]
- Watsonia watsonioides (Baker) Oberm. (Syn.: Tritonia watsonioides Baker, Watsonia flavida L.Bolus): Sie kommt in Mpumalanga vor. Die Bestände gelten als stabil. Sie wird in der Roten Liste der gefährdeten Arten Südafrikas als „least concern“ = „nicht gefährdet“ eingestuft.[3]
- Watsonia wilmaniae J.W.Mathews & L.Bolus (Syn.: Watsonia desmidtii L.Bolus, Watsonia starkeae L.Bolus): Sie kommt im Westkap vor. Die Bestände gelten als stabil. Sie wird in der Roten Liste der gefährdeten Arten Südafrikas als „least concern“ = „nicht gefährdet“ eingestuft.[3]
- Watsonia wilmsii L.Bolus: Sie kommt in Mpumalanga vor. Die Bestände gelten als stabil. Sie wird in der Roten Liste der gefährdeten Arten Südafrikas als „least concern“ = „nicht gefährdet“ eingestuft.[3]
- Watsonia wordsworthiana J.W.Mathews & L.Bolus: Sie ist nur vom Typusmaterial bekannt. Versuche sie an der Typuslokalität Wolseley im Westkap wiederzufinden misslangen. Das Typusmaterial zeigt Merkmale zwischen Watsonia meriana sowie Watsonia  borbonica und es könnte sich um eine Hybride dieser beiden Arten handeln.[3]
- Watsonia zeyheri L.Bolus (Syn.: Watsonia comptonii L.Bolus, Watsonia elimensis L.Bolus): Sie kommt im Westkap vor. Die Bestände gelten als stabil. Sie wird in der Roten Liste der gefährdeten Arten Südafrikas als „least concern“ = „nicht gefährdet“ eingestuft.[3]